# Engelsk liguster
Engelsk liguster (Ligustrum ×vicaryi ) är en hybrid i familjen syrenväxter mellan bredbladig liguster (L. ovalifolium) och liguster (L. vulgare). Den odlas som trädgårdsväxt i Sverige, vanligen som häckklippt.